# Bloomfield (мікропроцесор)
Bloomfield це кодова назва для настільних процесорів Intel високого класу заснований на мікроархітектурі Nehalem з техпроцесом 45 нм під сокет LGA 1366:
- Core i7-9xx (9-го покоління) для настільних ПК
- Xeon 35xx для однопроцесорних серверів

Ці процесори мають майже ідентичну конфігурацію та наслідують процесори Yorkfield. 
Ядро Bloomfield також тісно пов'язане з Gainestown (Xeon 55xx), який має таке ж значення CPUID 0106Ax (сімейство 6, модель 26) та використовує той же сокет. 
Bloomfield використовує інші сокети, ніж пізніші Lynnfield та Clarksfield процесори (LGA 1156 та Socket G1 відповідно), які також засновані на Nehalem з техпроцесом 45 нм, хоча деякі з них продавались під одним брендом — процесор Intel Core i7.

## Особливості
Bloomfield має багато нововведень, які відрізняють його від Yorkfield:
- новий LGA 1366 сокет несумісний з більш ранніми процесорами.
- контролер пам'яті на кристалі: пам'ять безпосередньо пов'язана з процесором. Крім модуля Core Logic з чотирма ядрами процесора, є ще один модуль, який називають Uncore-логіка. Такі компоненти Uncore-логіки, як L3-кеш, контролер пам'яті і інтерфейси QPI працюють на одній частоті, але не синхронізовані по частоті з ядрами процесора [1]. 
  - три канали пам'яті: кожний канал може підтримувати до двох модулів DIMM DDR3. Материнські плати для Bloomfield мають три, чотири (2, 1, 1), або шість слотів DIMM.
  - Підтримка пам'яті — лише DDR3.
- системна шина була замінена сполучним інтерфейсом Intel QuickPath. Материнські плати повинні використовувати чипсет, який підтримує QuickPath Interconnect.
- такі кеші: 
  - 32 КБ L1 для інструкцій і 32 Кб кеш даних L1 на ядро
  - 256 кбайт кешу L2 (комбінованих команд та даних) на ядро
  - 8 MB L3 (комбінованих інструкцій та даних) "inclusive", загальним для всіх ядер
- одночиповий дизайн: всі чотири ядра, контролер пам'яті і кеш, — всі знаходяться на одному кристалі, замість мультичипового модуля (з двох двоядерних чипів) в Yorkfield
- "Turbo Boost " технологія. Сенс режиму Turbo Mode полягає у динамічному розгоні тактових частот ядер процесора, причому рівень такого розгону кожного ядра процесора задається окремо в налаштуваннях BIOS.

Динамічний розгін ядер процесора відбувається в тому випадку, якщо його енергоспоживання не перевищує заданого в BIOS значення. Тобто в BIOS можна встановлювати максимальне значення енергоспоживання, до досягнення якого буде проводитися динамічний розгін ядер процесора. Рівень розгону кожного ядра задається коефіцієнтом множення. Для процесора Bloomfield опорна частота (частота системної шини) становить 133,33 МГц, а частота ядра процесора обчислюється множенням опорної частоти на відповідний коефіцієнт.
- Підтримка технології багатопотокової обробки Hyper-Threading. Ця технологія аж ніяк не нова — вона використовувалася в процесорах Intel Pentium 4 з мікроархітектури NetBurst. Однак  з урахуванням технології Hyper-Threading операційна система буде бачити чотириядерний процесор як вісім окремих логічних процесорів. Одні версії BIOS дозволяють відключити використання технології Hyper-Threading, а інші — ні.
- Тільки один інтерфейс QuickPath — не призначений для багатопроцесорних материнських плат.
- 45 нм техпроцес.
- 731 мільйонів транзисторів.
- 263 мм2 розмір кристала.
- гнучка система керування живленням може перевести невикористовувані ядра в нульовий режим живлення.
- Підтримка SSE4.2 і SSE4.1 наборів інструкцій.

## Intel Core i7
| Сімейство процесорів Intel Core i7   | Сімейство процесорів Intel Core i7 | Сімейство процесорів Intel Core i7            | Сімейство процесорів Intel Core i7 | Сімейство процесорів Intel Core i7 | Сімейство процесорів Intel Core i7 |
| Назва                                | Логотип                            | Новий логотип                                 | Десктоп                            | Десктоп                            | Десктоп                            |
| Назва                                | Логотип                            | Новий логотип                                 | Кодова назва                       | Ядра                               | Дата виходу                        |
| ------------------------------------ | ---------------------------------- | --------------------------------------------- | ---------------------------------- | ---------------------------------- | ---------------------------------- |
| Intel Core i7                        |                                    | Intel Core i7 logo as of 2009                 | Bloomfield                         | quad (45 нм)                       | 17 листопада 2008                  |
| Intel Core i7, Extreme Edition       |                                    | Intel Core i7 Extreme Edition logo as of 2009 | Bloomfield XE                      | quad (45 нм)                       | 17 листопада 2008                  |
| Список мікропроцесорів Intel Core i7 |                                    |                                               |                                    |                                    |                                    |

## Можливості розгону
Bloomfield піддаються розгону. Розгін процесорів Bloomfield є аналогічний такому у процесорів AMD, оскільки контролер пам'яті MCH в обох є інтегрованим в процесор.
В жовтні 2008, з'явилася стаття на сайті британському технологічному таблоїді The Inquirer, в котрій зазначено, що розгін є можливим на серіях 9xx та з використанням материнських плат з чипсетом X58. Однак, при цьому, комбінація I7+x58 несе в собі ризик пошкодити процесор при розгоні. Зокрема пакування материнської плати Asus P6T Deluxe включало в себе наліпки з попередженням стосовно слотів оперативної пам'яті DDR3 DIMM: "DIMM з використанням напруги вище 1.65В може безповоротно пошкодити ваш процесор". В той же час компанія Asus підтвердила, що в їхньому британському офісі працює збірка з DIMM, що оперує на вольтажі 1.7 В.
Bloomfield має три канали пам'яті, пропускна здатність каналу може бути вибрана за разунок помножувача частоти. Однак, ранні бенчмарки продемонстрували, що за умов, коли частота виставелена вище порогової (1333 для 965XE) процесор буде мати доступ на читання тільки двох каналів одночасно. 965XE має більшу пропускну здатність з 3 каналами DDR3-1333 ніж з трьома каналами DDR3-1600, а 2 канали DDR3-1600 мають майже таку саму пропускну здатність, що 3 канали DDR3-1333.